# Dicranomyia (Dicranomyia) acinomeca
Dicranomyia (Dicranomyia) acinomeca is een tweevleugelige uit de familie steltmuggen (Limoniidae). De soort komt voor in het Nearctisch gebied.